# 14969 Віллакатер
14969 Віллакатер (14969 Willacather) — астероїд головного поясу, відкритий 28 серпня 1997 року.
Тіссеранів параметр щодо Юпітера — 3,585.
Названо на честь американської письменниці Вілли Катер (англ. Willa Sibert Cather, 1873 — 1947).